# Петрово Брдо
Петрово Брдо (словен. Petrovo Brdo) — поселення в общині Толмин, Регіон Горишка, Словенія. Висота над рівнем моря: 796,6 м.